# Rhaphium
Rhaphium is een vliegengeslacht uit de familie van de slankpootvliegen (Dolichopodidae).

## Soorten
- R. aequale Van Duzee, 1927
- R. albibarba (Van Duzee, 1924)
- R. albifrons Zetterstedt, 1843
- R. albomaculatum (Becker, 1891)
- R. aldrichi (Van Duzee, 1922)
- R. angusticorne Loew, 1850
- R. antennatum (Carlier, 1835)
- R. appendiculatum Zetterstedt, 1849
- R. arboreum Curran, 1924
- R. armatum Curran, 1924
- R. atkinsoni Curran, 1926
- R. auctum Loew, 1857
- R. banksi Van Duzee, 1926
- R. barbipes (Van Duzee, 1923)
- R. basale Loew, 1850
- R. bidilatatum (Parent, 1954)
- R. borealis (Van Duzee, 1923)
- R. brevicoris (Van Duzee, 1923)
- R. brevicorne Curtis, 1835
- R. brevilamellatum Van Duzee, 1926
- R. browni Curran, 1931
- R. calcaratum Van Duzee, 1928
- R. caliginosum (Zetterstedt, 1843)
- R. campestris Curran, 1924
- R. canadense Curran, 1924
- R. caudatum Van Duzee, 1926
- R. ciliatum Curran, 1929
- R. coloradense Curran, 1926
- R. colutis Harmston and James, 1942
- R. commune (Meigen, 1824)
- R. confine Zetterstedt, 1843
- R. consobrinum Zetterstedt, 1843
- R. crassipes (Meigen, 1824)
- R. discigerum Stenhammar, 1851
- R. discolor Zetterstedt, 1838
- R. dubium (Van Duzee, 1922)
- R. effilatus (Wheeler, 1899)
- R. elegantulum (Meigen, 1824)
- R. elegantulus (Meigen, 1824)
- R. elongatum Van Duzee, 1933
- R. ensicorne Meigen, 1824
- R. exile Curran, 1926
- R. fasciatum Meigen, 1824
- R. fascipes (Meigen, 1824)
- R. femineum (Van Duzee, 1922)
- R. femoratum (Van Duzee, 1922)
- R. fissum Loew, 1850
- R. flavicoxa (Van Duzee, 1922)
- R. foliatum Curran, 1926
- R. fractum Loew, 1850
- R. furcifer Curran, 1931
- R. gibsoni Curran, 1926
- R. glaciale (Ringdahl, 1920)
- R. gracilis Curran, 1924
- R. grandis (Curran, 1923)
- R. gravipes Haliday, 1851
- R. hirtimanus Van Duzee, 1933
- R. holmgreni (Mik, 1878)
- R. hungaricum (Becker, 1918)
- R. impetuum Curran, 1926
- R. insolitum Curran, 1926
- R. intermedium (Becker, 1918)
- R. johnsoni (Van Duzee, 1923)
- R. lanceolatum Loew, 1850
- R. laticorne (Fallen, 1823)
- R. latifacies Van Duzee, 1930
- R. lehri Negrobov, 1977
- R. longibara Van Duzee, 1930

- R. longicorne (Fallen, 1823)
- R. longipalpis Curran, 1926
- R. longipes (Loew, 1864)
- R. lugubre Loew, 1861
- R. melampus (Loew, 1861)
- R. micans (Meigen, 1824)
- R. monotrichum Loew, 1850
- R. montanus (Van Duzee, 1920)
- R. nasutum (Fallen, 1823)
- R. nigra (Van Duzee, 1923)
- R. nigribarbatum (Becker, 1900)
- R. nigricoxa (Loew, 1861)
- R. nigrociliatum Curran, 1926
- R. nigrovittatum Curran, 1926
- R. nudus (Van Duzee, 1924)
- R. obscuripes Zetterstedt, 1849
- R. obtusum Van Duzee, 1928
- R. occipitale Curran, 1927
- R. orientale Curran, 1926
- R. ornatus (Van Duzee, 1923)
- R. palpale Curran, 1926
- R. patulum (Raddatz, 1873)
- R. pectinatum (Loew, 1859)
- R. penicillatum Loew, 1850
- R. pollex (Van Duzee, 1922)
- R. psilopoda (Becker, 1918)
- R. punctitarsis Curran, 1924
- R. quadrispinosum (Strobl, 1898)
- R. riparium (Meigen, 1824)
- R. rivale (Loew, 1869)
- R. robustum Curran, 1926
- R. rossi Harmston and Knowlton, 1940
- R. rotundiceps (Loew, 1861)
- R. septentrionale Curran, 1931
- R. shannoni Curran, 1926
- R. signiferus (Osten Sacken, 1878)
- R. simplicipes Curran, 1926
- R. slossonae (Johnson, 1906)
- R. speciosum (Santos Abreu, 1929)
- R. spinitarsis Curran, 1924
- R. steyskali Robinson, 1967
- R. suave (Loew, 1859)
- R. subarmatum Curran, 1924
- R. subfurcatum Van Duzee, 1932
- R. temerarium (Becker, 1922)
- R. terminalis (Van Duzee, 1924)
- R. triangulatum (Van Duzee, 1922)
- R. tricaudata (Van Duzee, 1923)
- R. tridactylum (Frey, 1915)
- R. trifidum (Becker, 1918)
- R. tripartita (Frey, 1913)
- R. tripartitum (Frey, 1913)
- R. umbripenne (Frey, 1915)
- R. unistylatum Vockeroth, 1952
- R. vanduzeei Curran, 1926
- R. vockerothi Robinson, 1964
- R. wheeleri Van Duzee, 1932
- R. xipheres (Wheeler, 1899)
- R. xiphias Meigen, 1824